# 世界龜

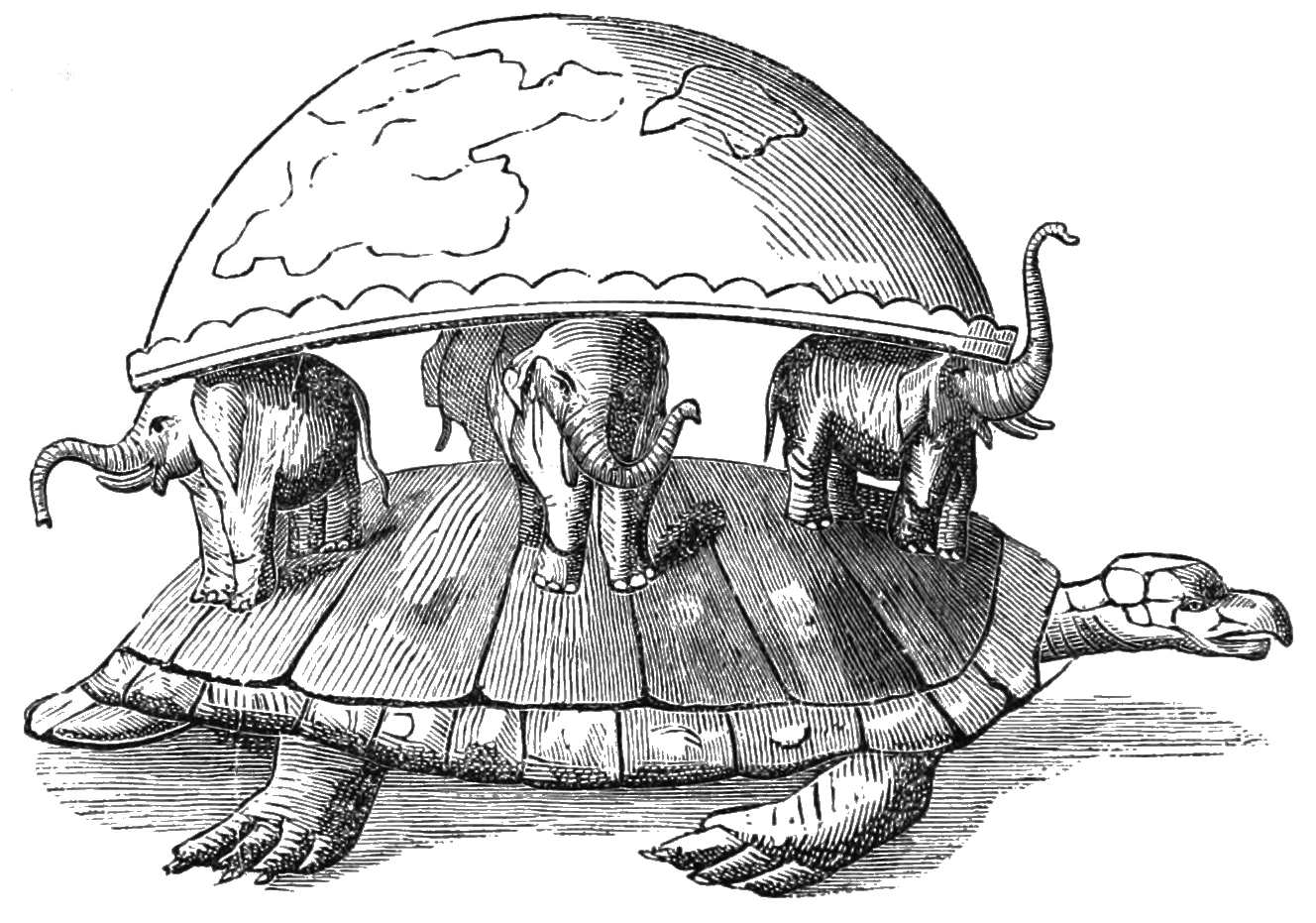
世界由四隻大象背著，牠們站在一隻鱉上。（1877年繪）

世界龜，或宇宙龜（英文：Cosmic Turtle)、背著世界的龜（英：World-bearing Turtle),是指神話中一隻巨龜（或海龜）在承托著這個世界。在印度教神話、中國神話以及美洲原住民神話都有出現過。英國人類學家愛德華伯內特泰勒曾在比較神話學中與世界象相提並論。

## 中國
在中國神話中，創造世界的女神女媧砍下了一隻巨型海龜（鰲）的腿用來支撑天空。 